# Rashkind-Manöver

Das Rashkind-Manöver bei einer Trikuspidalatresie

Das Rashkind-Manöver oder Rashkind-Ballonvorhofseptostomie (Syn: Rashkind-Atrioseptostomie, Ballonseptostomie), benannt nach dem amerikanischen Kinderkardiologen W. J. Rashkind, ist ein palliativer Herzkatheter-Eingriff in der Kinderkardiologie. Hierbei wird das Vorhofseptum mit Hilfe eines Ballonkatheters eingerissen, um einen künstlichen Vorhofseptumdefekt mit nachfolgendem Shunt zu erzeugen. Dadurch wird eine mit dem Leben vereinbare hämodynamische Situation geschaffen, die einem Kind mit einem Herzfehler, der den normalen Blutfluss ohne gleichzeitig wirksamen Vorhof- oder Ventrikelseptumdefekt verlegt (beispielsweise Einkammerherzen), das Überleben bis zur Operation ermöglicht.
Dieser Eingriff wird bei Neugeborenen vorgenommen, deren vorgeburtliche Kreislaufverbindungen Foramen ovale und Ductus Botalli sich postnatal verschließen und dadurch – in Verbindung mit der Herzfehlbildung – den lebensnotwendigen Blutfluss unterbinden. Üblicherweise wird ab Geburt bzw. postnataler Diagnosestellung durch die Gabe von Alprostadil o. ä. diese Entwicklung bis zum Eingriff gehemmt, um dann mit dem Rashkind-Manöver einen fixierten Zustand bis zu weiteren Maßnahmen (wie Blalock-Taussig-Anastomose) herzustellen.
Dabei wird ein noch nicht expandierter Ballon-Katheter durch den rechten Vorhof und das verbliebene Foramen ovale in den linken Vorhof vorgeschoben. Dann wird der Ballon mit physiologischer Kochsalzlösung gefüllt, was sowohl ein Komprimieren beim Rückziehen als auch eine embolische Komplikation bei einem Katheterdefekt verhindert. Der gefüllte Ballon wird daraufhin ruckartig durch das Foramen ovale zurückgezogen, so dass das Vorhofseptum aufreißt und ein dauerhafter Septumdefekt entsteht.